# Woodstock (Nuovo Brunswick)
Woodstock è un comune del Canada, situato nella provincia del Nuovo Brunswick.